# Catedral de Aviñón
La catedral de Notre-Dame-des-Doms (Cathédrale Notre-Dame des Doms d'Avignon) es un edificio religioso católico y monumento nacional de Francia que se encuentra en la ciudad de Aviñón (Vaucluse), al norte del Palacio de los Papas. Forma parte del Patrimonio de la Humanidad desde el año 1995, junto con el Palacio de los Papas, el Petit Palais y puente sobre el Ródano
Pertenece al estilo románico, principalmente del siglo XII. 
La torre oriental fue destruida en el año 1405, durante el sitio de la ciudad por el Papa Luna, pero pronto se reconstruyó. Se le fueron añadiendo capillas desde el siglo XIV en adelante, siendo las últimas reformas del siglo XVII. El ábside se demolió y reconstruyó más amplio en los años 1671-1672, cogiendo también terreno al antiguo claustro medieval. Tiene tribunas de estilo barroco, en la nave y en el coro.
Su rasgo más destacado es la estatua de plomo dorada de la Virgen que corona la torre occidental, campanario desde 1859. El mausoleo del papa Juan XXII es una de las más bellas obras dentro de la catedral, obra maestra de la talla gótica del siglo XIV. Es la sede del arzobispo de Aviñón. Igualmente, destaca su pórtico que es de estilo próximo al arte romano antiguo. Además, contiene numerosas obras de arte, esculturas pero también mobiliario.